# Schronisko w Wilczankach Drugie
Schronisko w Wilczankach Drugie, Schronisko w wąwozie ku wsi Bębło II – jaskinia typu schronisko w skałach Wilczanki w miejscowości Bębło w województwie małopolskim, w powiecie krakowskim, w gminie Wielka Wieś. Pod względem geograficznym znajduje się na Wyżynie Olkuskiej będącej częścią Wyżyny Krakowsko-Częstochowskiej.

## Opis schroniska
Schronisko znajduje się w najbardziej na północ wysuniętej grupie skał Wilczanek. Ma otwór u południowo-zachodniej podstawy niewielkich skałek. Kilka metrów dalej po jego lewej stronie jest otwór Schroniska w Wilczankach Pierwszego.
Schronisko w Wilczankach Pierwsze składa się z niewielkiego korytarza mocno obniżającego się w końcowej części i kończącego się ślepo za dużą, wystającą ze stropu bulą. Schronisko powstało na pionowej szczelinie, ale zostało przemodelowane przez przepływającą nim podziemną wodę. Na jego ścianach są czarne naloty i niewielkie i zniszczone nacieki grzybkowe. Nie posiada własnego mikroklimatu i jest całkowicie ciemne. Brak roślin, nie obserwowano też zwierząt.

## Historia poznania
Schronisko znane było od bardzo dawna. Po raz pierwszy wymienił je Kazimierz Kowalski w 1951 r. nadając mu nazwę „Schronisko w wąwozie ku wsi Bębło II”. W 1986 r. zmierzyli go i nadali mu numer M. Szelerewicz i A. Górny. Obecny plan opracował A. Polonius w 2014 r.

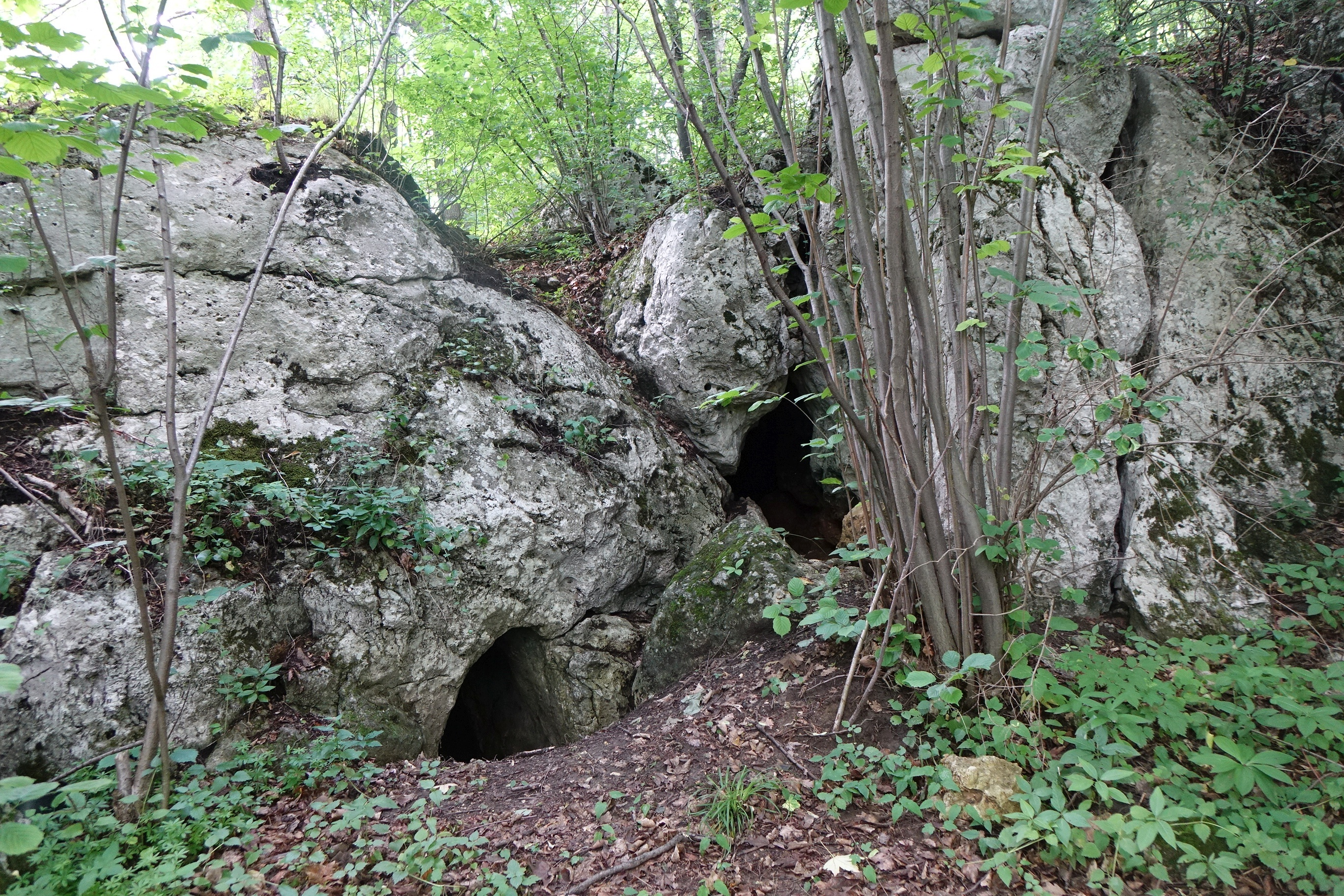
Otwory Schroniska w Wilczankach I i II
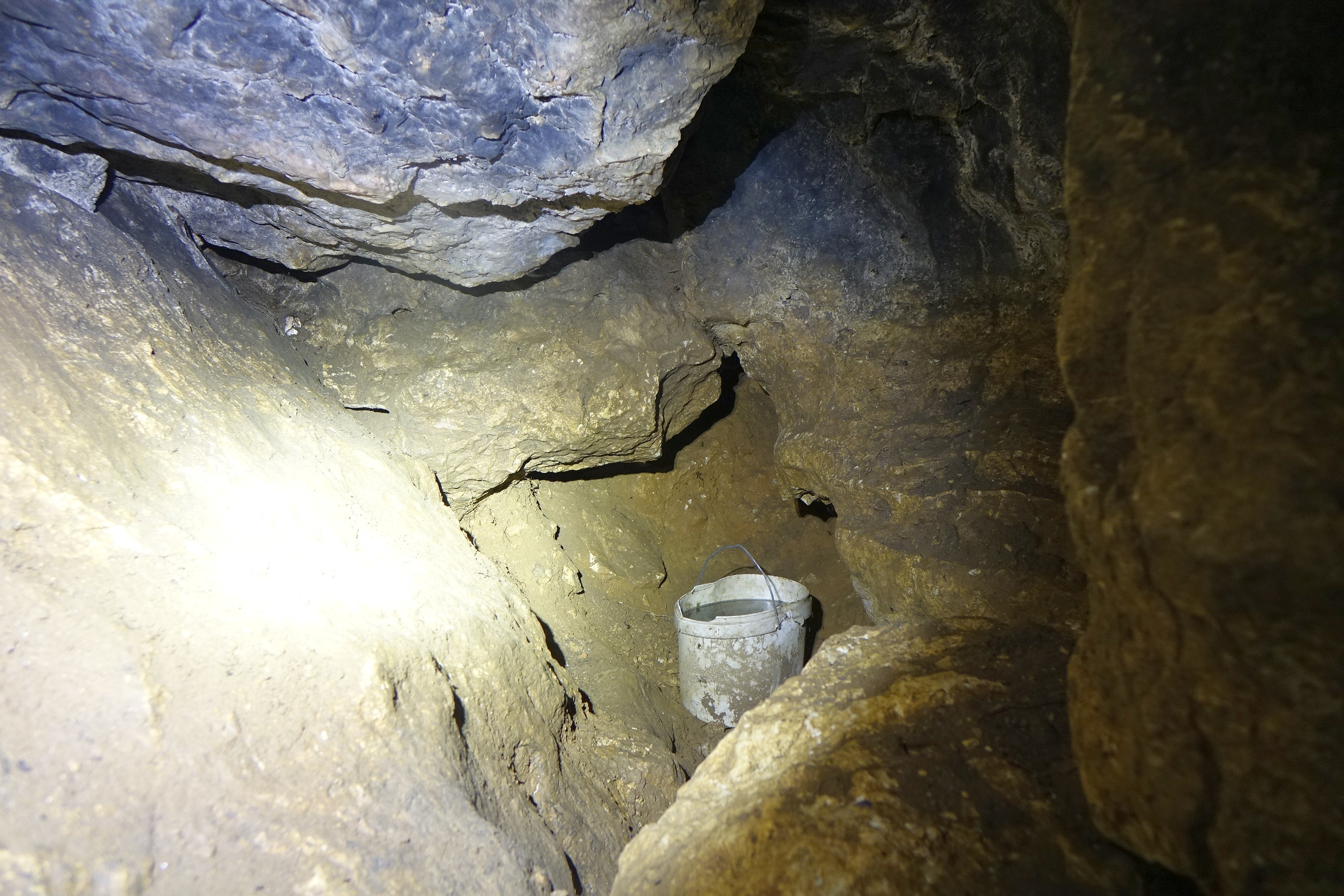
Korytarzyk
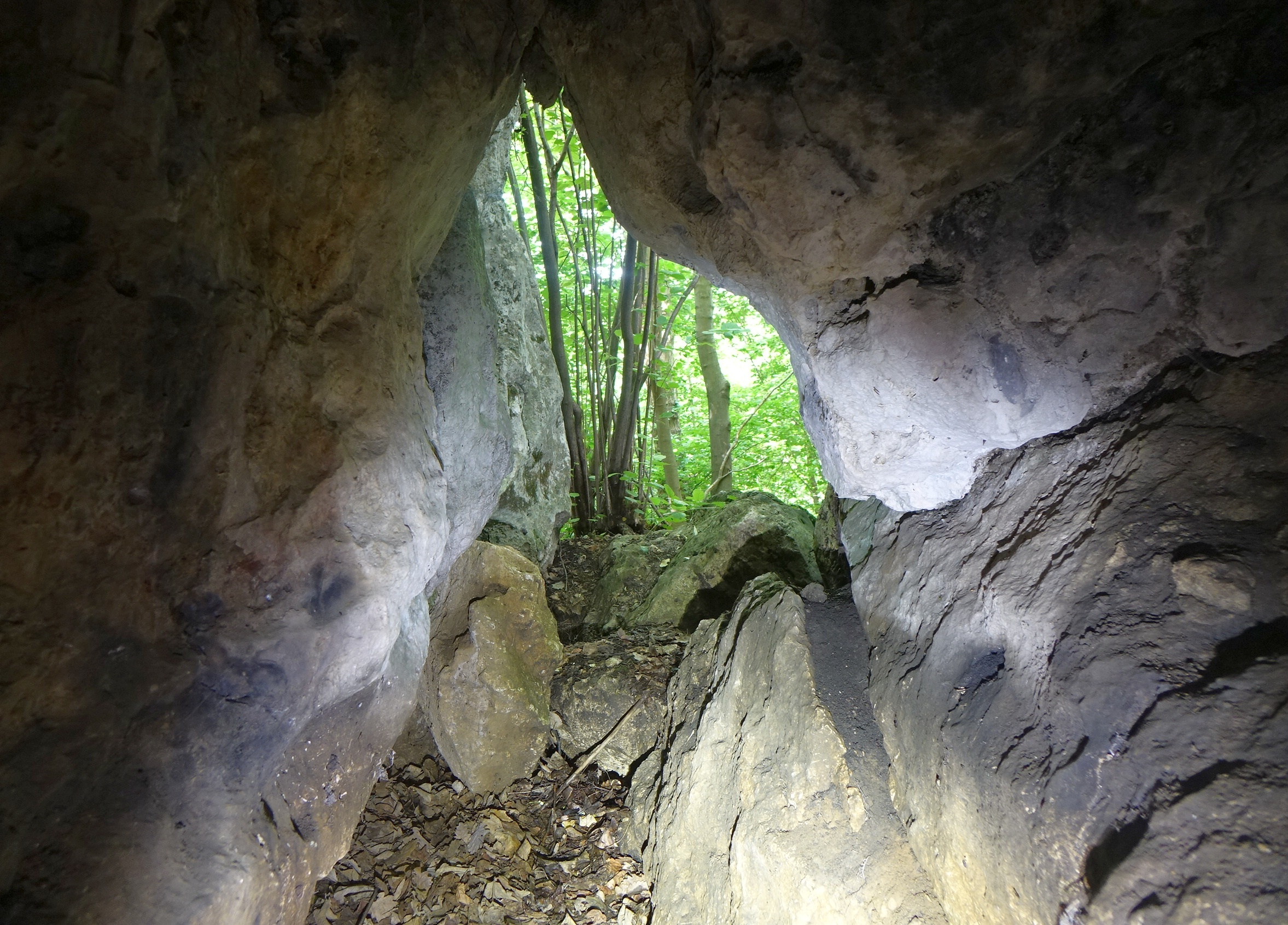
Widok ze schroniska

W Wilczankach znajdują się jeszcze cztery inne jaskinie: Jaskinia w Wilczankach, Koleba w Wilczankach, Schronisko w Wilczankach Pierwsze i Schronisko w Wilczankach Trzecie